# Ptolemaiosz Eupatór
Ptolemaiosz Eupatór (görögül Πτολεμαίος Εύπατωρ, Kr. e. 166 – Kr. e. 150), az ókori Ciprus királya az egyiptomi Ptolemaidák közül (uralkodott Kr. e. 152-től haláláig), VI. Ptolemaiosz Philométór és II. Kleopátra legidősebb fia volt.

## Élete
Életéről szinte semmit sem tudni. Nagybátyja, VIII. Ptolemaiosz Euergetész kürénéi király korábban megpróbálta megszerezni a szigetet Egyiptomtól, de Kr. e. 154-ben végleg vereséget szenvedett. Két évvel később a fáraó fiát, Ptolemaiosz Eupatórt tette meg Ciprus királyának, de az mindössze két évnyi uralkodás után meghalt.

## Lásd még
- Ciprus történelme

Az Egyiptomtól többször függetlenedő Ciprust a Ptolemaida dinasztia több más tagja is uralta az idők folyamán:
- VII. Ptolemaiosz Neosz Philopatór, VI. Ptolemaiosz Philométór kisebbik fia, aki valószínűleg csak Cipruson uralkodott, de egyiptomi királyként számozzák (Kr. e. 145 – 144)
- VIII. Ptolemaiosz Euergetész egyiptomi király, aki lázongó alattvalói és őket vezető felesége, II. Kleopátra elől keresett menedéket a szigeten (Kr. e. 131 – 124)
- X. Ptolemaiosz Alexandrosz, az előbbi fia, IX. Ptolemaiosz Szótér öccse. Mielőtt elűzte volna bátyját, édesanyjuk, III. Kleopátra megszerezte számára Ciprust (Kr. e. 110 – 107)
- IX. Ptolemaiosz Lathürosz, az előbbi fivére, miután elűzték egyiptomi trónjáról, a korábban bátyja által uralt szigeten rendezkedett be, és innen tért vissza annak bukásakor (Kr. e. 107 – 88)
- Ptolemaiosz, az előbbi kisebbik törvénytelen fia, XII. Ptolemaiosz Aulétész testvére. A rómaiak tőle ragadták el a szigetet (Kr. e. 80 – 58)